# Actaea (satélite)

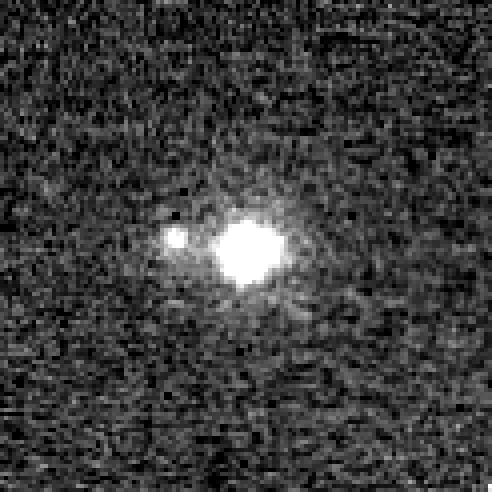
Salacia e Actaea

Actaea oficialmente designado de (120347) Salácia I Actaea é um satélite natural do objeto transnetuniano Salácia. Ele foi descoberto no dia 21 de julho de 2006, pela Equipe formada pelos astrônomos Harold Levison, Denise Stephens e Will Grundy, através do Telescópio Espacial Hubble.

## Nome
O satélite recebeu o nome de Actaea em 18 de fevereiro de 2011. Actaea na mitologia é uma nereida ou ninfa do mar. O nome de seu primário, Salácia, foi também atribuído no mesmo dia. Salácia é a deusa da água salgada e mulher de Netuno.

## Características físicas
Actaea completa uma órbita ao redor de Salácia a cada 5,494 dias a uma distância de 5.619 ±87 km e com uma excentricidade de 0,0084 ±0,0076. O seu diâmetro é de 303 ± 35 km.